# Southern hiphop
Southern hiphop, ook Southern rap en dirty south genoemd, is een subgenre van hiphop ontstaan in de jaren 1980 in het zuiden van de Verenigde Staten, voornamelijk in de steden Houston, Dallas, San Antonio, Nashville, Atlanta, Memphis, Birmingham, New Orleans, Miami en Baton Rouge.
De muziekstijl is een reactie op de opkomende populariteit van hiphop, vooral in New York en Californië, en kan geplaatst worden achter eastcoast- en westcoasthiphop. Onder meer de Geto Boys en Lil Wayne maken Southern rap.